# 上道国造
上道国造（かみつみちのくにのみやつこ、かみつみちこくぞう）は、吉備の上道県（後の備前国上道郡）一帯を支配した国造。

## 概要
上道臣は、鉄・塩・瀬戸内の海上交通を掌り、大王と姻戚関係を結び、内外の軍事行動に深く関与することで、王権中枢に参画した。『日本書紀』巻第十には、応神天皇の妃として、御友別命の妹である兄媛の名前がある。
浦間茶臼山古墳（岡山市東区浦間）などの巨大は古墳は、上道国造の権力の現れである。

### 祖先
- 『先代旧事本紀』「国造本紀」によれば、応神朝に、元から上道県の領主をしていた中彦命の子である多佐臣を国造に定めたとされる。『日本書紀』によると、吉備津彦命の後裔であり吉備武彦命の子である御友別命の子・仲彦命が上道国を分与されて上道臣・香屋臣の祖となったとされる[2]。

### 氏族
上道氏（かみつみちうじ、姓は臣ののちに朝臣）。

## 歴史
上道国造（上道氏）として初めて具体的に歴史上に登場するのは、吉備上道田狭である。田狭は、『日本書紀』によると、雄略天皇7年（463年）に、朋友に盛んに自身の妻、稚媛（吉備上道臣・吉備窪屋臣の娘、あるいは葛城襲津彦の子の玉田宿禰の娘（この場合の名前は稚媛ではなく毛媛））の美貌を褒め称えたことで、それを聞き稚媛を妃とすることを望んだ雄略天皇は、田狭を任那国司（派遣官）に任命し、その留守中に、稚媛を後宮に入れてしまった。それにより、田狭は任那（伽耶）から新羅に通じたため、田狭の子・吉備上道弟君は討伐を命じられたが従わず、逆に田狭と通じたため妻の樟媛に殺されたという。以後の田狭の行方は不明となった。
次に現れる上道国造の人間は、吉備上道兄君である。兄君は田狭の子、弟君の兄であり、雄略天皇23年（479年）8月、天皇が崩御した際に、兄君は稚媛らとともに、稚媛の子・星川稚宮皇子を擁して反乱を起こしたが失敗した。なお、この時に水軍40艘を率いて援軍にかけつけようとした「吉備上道臣」がいたとされるが、これは、田狭であった可能性もある。
次に現れる上道国造の人間は吉備弟君臣である。彼は弟君という名前であるが、田狭の子とは別人である。また、新羅と通じた田狭の末裔であるとする説が存在する。『日本書紀』によれば、欽明天皇5年（544年）に、任那日本府の役人であった弟君は新羅と通じていたという。また、欽明天皇2年4月には任那日本府の吉備臣が百済にいったとあり、これは弟君のことであると考えられている。『百済本記』に日本府と表記される継体期以前から、加耶諸国に吉備臣らは倭系加耶人として居住しており、雄略期における吉備氏の反乱伝承を重視するならば、親百済・反新羅というヤマト王権の外交的立場と異にする吉備臣一族が「吾は任那に拠り有ちて亦日本に通わじ」とあるように加耶に居住したことが想定される。本来は、倭臣でありながら（『百済本記』が「在安羅諸倭臣」と表記して倭臣であることを強調するのは、元倭臣の子孫であったことにより、ヤマト王権への臣従関係を期待したもので、必ずしも当時の立場を正確に示してはいない）、ヤマト王権とは相対的に独立した存在として、加耶諸国の独立性を維持する外交的立場を代弁する存在として吉備臣らを位置付けることができる。

## 末裔
- 上道斐太都
奈良時代の人間で、天平宝字元年（757年）中衛舎人を務めていた際、橘奈良麻呂の乱の功績により従八位上から従四位下・中衛少将に叙任され、元の臣姓から朝臣姓を賜与された。さらに同年末には功田20町を賜与されている[8][9]。のちに備前国造に任じられている[10]。

- 「正倉院文書」の天平10年（739年）付の文書には、部領使正六位下・上道臣千代の名前が見える。
- 「正倉院文書」の天平10年（739年）付の文書には、備中国撫川郡鳥羽里の戸主として上道臣意穂の名前が見える。
- 「仁和寺文書」の弘仁8年（819年）8月11日付の文書には、前年に朝集使であった大初位下・上道臣（闕名）の名前が見える。
- 『外記補任』には、権少外記・上道朝臣為象が正暦2年（991年）5月1日に亡くなり、少判事・上道朝臣為家が権少外記に任じられたことが記されている。

## 墓
岡山市の浦間茶臼山古墳は、その規模から上道国造のものと考えられている。また、赤磐市の両宮山古墳は田狭の墓と言い伝えられている。その名からは田狭と弟君の2人を葬ったとも言われている。 